# Coulommes-la-Montagne
Coulommes-la-Montagne is een gemeente in het Franse departement Marne (regio Grand Est) en telt 222 inwoners (1999). De plaats maakt deel uit van het arrondissement Reims.

## Geografie
De oppervlakte van Coulommes-la-Montagne bedraagt 2,7 km², de bevolkingsdichtheid is 82,2 inwoners per km².
De onderstaande kaart toont de ligging van Coulommes-la-Montagne met de belangrijkste infrastructuur en aangrenzende gemeenten.

## Demografie
Onderstaande figuur toont het verloop van het inwonertal (bron: INSEE-tellingen).